# Microcaecilia butantan
Microcaecilia butantan é uma espécie de anfíbio da família Siphonopidae. Endêmica do Brasil, onde pode ser encontrada apenas no município de Belterra (Área de Proteção Ambiental Aramanaí), no estado do Pará.